# Tòng giá hoàn kinh
Tụng giá hoàn kinh sư (còn được gọi là Tòng giá hoàn kinh, giá hoàn kinh sư, Tụng giá hoàn kinh sư, có nghĩa là Phò giá về kinh) là một bài thơ do Trần Quang Khải (1241-1294) viết sau khi quân dân nhà Trần chiến thắng quân Nguyên lần thứ hai. Bài thơ này được viết theo thể thơ Ngũ Ngôn Tứ Tuyệt, nói về cảm xúc một vị tướng trên đường theo xa giá vua Trần Nhân Tông và Thái thượng hoàng Trần Thánh Tông trở về kinh đô. Đồng thời ca ngợi đội quân nhà Trần trong việc bảo vệ non sông đất nước. Hiện còn hai bản lưu truyền, một của Trần Trọng Kim, một của Ngô Tất Tố. Bài thơ hiện đang được đưa vào chương trình sách giáo khoa lớp 7, tập một.

## Thời gian
Ngày 6 tháng 6 năm Ất Dậu (1285), sau khi đuổi quân Thoát Hoan, giải phóng kinh thành Thăng Long, Trần Quang Khải đưa hai vua Trần về lại kinh đô, theo phò giá và làm bài thơ này.

## Văn bản
Nguyên văn chữ Hán
從 駕 還 京
奪 槊 章 陽 渡
擒 胡 鹹 子 關
太 平 須 努 力
萬 古 此 江 山
Phiên âm Hán-Việt:
Tụng Giá Hoàn Kinh
Đoạt sáo Chương Dương độ
Cầm Hồ Hàm Tử quan
Thái bình tu nỗ lực
Vạn cổ thử giang san
Bản dịch của Trần Trọng Kim:
Chương Dương cướp giáo giặc,
Hàm Tử bắt quân thù.
Thái bình nên gắng sức,
Non nước ấy ngàn thu.
Bản dịch của Ngô Tất Tố:
Bến Chương cướp giáo giặc,
Ải Hàm bắt quân Hồ.
Thái bình nên gắng sức,
Non nước vẫn muôn thuở.
Bản dịch của Trinh Đường:
Cướp giáo Chương Dương đó, 
Bắt thù Hàm Tử đây. 
Thái bình nên gắng sức,
Muôn thuở nước non này.
Bản dịch của Ngô Văn Phú:
Bến Chương Dương cướp giáo
Cửa Hàm Tử bắt thù
Đời thái bình gắng gỏi,
Đất nước mãi muôn thu.